# Fakulta elektrotechnická Západočeské univerzity
Fakulta elektrotechnická Západočeské univerzity v Plzni (FEL) je jednou z devíti fakult Západočeské univerzity v Plzni (ZČU).

## Historie
V roce 1949 byla založena Vysoká škola strojní a elektrotechnická v Plzni (VŠSE) jako součást Českého vysokého učení technického v Praze. Od roku 1950 fungovala VŠSE jako samostatná fakulta ČVUT a roku 1953 se od ČVUT osamostatnila. Roku 1960 se VŠSE rozdělila na dvě fakulty, jednou z nich byla FEL. 
V roce 1991 patřila FEL k zakládajícím fakultám Západočeské univerzity v Plzni (28. září 1991).

## Činnost fakulty

### Výuka
Fakulta nabízí studium s dosažením vysokoškolského titulu bakalář (Bc.), inženýr (Ing.) a doktor (Ph.D.).

## Organizační struktura
Děkanem je od 1. března 2018 Zdeněk Peroutka.
| Pracoviště                                                       | Vedoucí                           |
| ---------------------------------------------------------------- | --------------------------------- |
| KET – Katedra materiálů a technologií                            | prof. Ing. Aleš Hamáček, Ph.D.    |
| KEP – Katedra elektrotechniky a počítačového modelování          | prof. Ing. Pavel Karban, Ph.D.    |
| KEI – Katedra elektroniky a informačních technologií             | doc. Ing. Jiří Hammerbauer, Ph.D. |
| KEE – Katedra elektroenergetiky                                  | doc. Ing. David Rot, Ph.D.        |
| KEV – Katedra výkonové elektroniky a strojů                      | prof. Ing. Václav Kůs, CSc.       |
| RICE – Research and Innovation Centre for Electrical Engineering | prof. Ing. Zdeněk Peroutka, Ph.D. |

## Katedry a pracoviště

### Katedra materiálů a technologií (KET)
Katedra zabezpečuje výuku ve všech programech  bakalářského, magisterského a doktorského studia v oblastech materiálů a technologií pro elektrotechniku a elektroniku, měření a měřicích systémů a podnikání a řízení průmyslových systémů v elektrotechnice. Z hlediska výzkumu a vývoje se člení na dva vzájemně se doplňující týmy materiálového výzkumu a diagnostiky. Katedra je garantem magisterského studijního programu Materiály a technologie pro elektrotechniku. 
Součástí katedry jsou laboratoře sloužící jak pro pedagogické tak i pro výzkumné účely. Kromě laboratoří sloužících ke studiu a analýzám materiálů a technologií, laboratoří tištěné elektroniky, senzorů, smart textilií zde jsou také akustické laboratoře s dozvukovou a bezodrazovou komorou a mikroskopová laboratoř, která je regionálním referenčním pracovištěm firmy Olympus Czech Group, s.r.o.
Katedra spolupracuje na řešení konkrétních úkolů s externími podniky v rámci smluvního výzkumu.

## Významní absolventi
- Miroslav Bernášek
- Pavel Herout
- Milan Kohout
- Pavel Pavel
- Marek Poledníček
- Josef Průša
- Jiří Svoboda
- Jiří Šneberger
- Zdeněk Vostracký